# Malaysias demografi
Malaysias demografi handlar om Malaysias befolkning. Det bor 32 652 083 människor i Malaysia (7/2020, uppskattat antal) och landet är den 42:e folkrikaste i världen.
62% av befolkningen hör till Bumiputra, alltså malajer och olika ursprungsfolk, till exempel Orang Asli, dajaker och Anak Negeri. Bumiputra är en term för de olika etniska grupperna vilka betraktas som ursprungsfolk i Malaysia. 20,6% av befolkningen är från Kina och 6,2% från Indien. Malajer har mera privilegier än folk som har kinesisk eller indisk bakgrund: de har en bättre situation till exempel med utbildning, socialsskydd och företagsstöd. Man har motiverat systemet med det att malajer har oftast lägre levnadsstandarder än de andra etniska grupper.
26,8% av befolkningen är 14 år eller yngre, 16,63% är 15-24 år gamla, 40,86% är 25-54 år gamla, 8,81% är 55-64 år gamla och 6,9% är över 65 år. Medellivslängden är 75,9 år för hela befolkningen, 73 år för män och 78,9 år för kvinnor. Spädbarnsdödligheten är 11,4 döda barn per 1000 nyfödda. 93,7 procent av befolkningen över 15 år är läs- och skrivkunniga.
77,2% av befolkningen bor i städer. De största städerna är huvudstaden Kuala Lumpur (7,99 miljoner invånare), Johor Bahru (1,02 miljoner invånare) och Ipoh (814 000 invånare).
61,3% befolkningen är muslimer och islam är den officiella religionen i landet. 19,8% av folk är buddhister. De andra är kristna, hindu, konfucianister och daoister. Man har strikta regler hur man får vara muslim. Alla malajer måste vara sunnimuslimer, de får inte vara shiamuslimer eller byta till någon annan religion och man kontrollerar hur de ber, fastar och klär sig.
Det officiella språket i landet är malajiska. Några andra språk som talas i landet är engelska, kinesiska, tamil, telugu, malayalam, punjabi och thai. Det talas 134 språk i Malaysia, varav 122 är ursprungliga språk, till exempel iban och kadazan i östra Malaysia.